# Mentally Murdered
Mentally Murdered treći je EP britanskog death metal-sastava Napalm Death. EP je 29. kolovoza 1989. godine objavila diskografska kuća Earache Records. Na ovom se EP-u sastav više posvetio death metalu.

## Popis pjesama
| 1.    | »Rise Above«           | 2:42 |
| 2.    | »The Missing Link«     | 2:17 |
| 3.    | »Mentally Murdered«    | 2:11 |
| 4.    | »Walls of Confinement« | 2:56 |
| 5.    | »Cause and Effect«     | 1:26 |
| 6.    | »No Mental Effort«     | 4:08 |
| 15:30 |                        |      |

## Zasluge
Napalm Death
- Lee Dorrian — vokali
- Bill Steer — gitara
- Shane Embury — bas-gitara
- Mick Harris — bubnjevi

Ostalo osoblje
- SKINNY — omot albuma
- Colin Richardson — inženjer zvuka
- Digby Pearson — produciranje, miksanje